# José Boavida
José António de Almeida Martins Boavida (Castelo Branco, 23 de agosto de 1964 — Amadora, 26 de janeiro de 2016) foi um ator português.

## Biografia
Participou em diversas séries de televisão e telenovelas nacionais, tais como Telhados de Vidro; Inspector Max e Doce Fugitiva. Teve participação especial na série Conta-me como Foi, na RTP1.
Em 1999 participou no documentário A hora da Liberdade da SIC como Capitão Bicho Beatriz.
Em 2007/2008 interpretou o papel de Manuel Gameiro em Morangos com Açúcar.
Participou, entre 2013 e 2015, na série Bem-Vindos a Beirais no papel de Manuel Pedroso. A série ainda continua em exibição até Março de 2016, tendo sido exibido no dia da morte do actor um episódio especial dedicado a ele.
Gravou uma participação especial na novela Coração d'Ouro no final de 2015, que seria emitida em 2016.
Ambicionava ser escritor e professor de educação física.
A 7 de Janeiro de 2016 José Boavida perdeu os sentidos na rua, junto ao carro em Queluz ficando internado em coma induzido, com danos irreversíveis e tendo um prognóstico reservado, estava a 1900 metros do hospital, mas a espera foi fatal, e acabou com uma carreira de 30 anos em palcos e ecrãs, tendo falecido no dia 26 de janeiro de 2016 no hospital de Amadora-Sintra pelas 00:30, deixando uma filha de 24 anos e um irmão chamado Gabriel. Terá sofrido uma paragem cárdio-respiratória. Estava para fazer parte do elenco de Coração d'Ouro.

## Televisão
- Crónica do Tempo RTP 1992
- Telhados de Vidro TVI 1993 'Jorge'
- Verão Quente RTP 1993 'Lopes da Silva'
- Ideias com História RTP 1993
- Na Paz dos Anjos RTP 1994 'inspector'
- Os Trapalhões em Portugal SIC 1995
- Nico D'Obra RTP 1995 'Afonso'
- Barba e Cabelo SIC 1995
- Primeiro Amor RTP 1996 'Vítor Novais (jovem)'
- Médico de Família SIC 1997-1998
- Os Lobos RTP 1998 'André'
- A Hora da Liberdade SIC 1999
- Um Sarilho Chamado Marina SIC 1999
- Esquadra de Polícia RTP 1999 'Antunes'
- Jornalistas SIC 1999/2000 'Henrique'
- Crianças S.O.S TVI 2000 'Filipe Gaudêncio'
- As Pupilas do Senhor Doutor TVI 2000
- Café da Esquina RTP 2000 'Miguel'
- Super Pai TVI 2001 'Lopes'
- Nunca Digas Adeus TVI 2001
- Jardins Proibidos TVI 2001'Fernando'
- Bastidores RTP 2001 'Marco'
- Ganância SIC 2001 'Pedro'
- Querido Professor SIC 2001
- Bons Vizinhos TVI 2002
- A Minha Sogra É uma Bruxa RTP 2002 'chief'
- A Minha Família É uma Animação SIC 2002
- O Jogo SIC 2003/2006
- Ana e os Sete TVI 2003 'Dr. Brito'
- Santos da Casa RTP 2003 'Jorge'
- Morangos com Açúcar TVI 2003/2004 'Pai de Sandra'
- Maré Alta SIC 2004 'passageiro'
- Inspector Max TVI 2004/2005 'Humberto Assunção/padre Manuel'
- Mistura Fina TVI 2004/2005 'Vicente Ferrão'
- Câmara Café RTP 2005 'Paulo'
- Camilo em Sarilhos SIC 2005
- Floribella SIC 2006 'Instrutor'
- Doce Fugitiva TVI 2006 'Jorge Torres'
- Vingança SIC 2007 'Agente Castro'
- Conta-me como Foi RTP 2007
- Casos da Vida - episódio Caixinha de Música TVI 2008 'Humberto'
- Liberdade 21 RTP 2008
- Pai à Força RTP 2008 'Pai'
- Equador TVI 2008 'Hugo O'Neill'
- Morangos com Açúcar TVI 2008/2009 Manuel Gameiro
- Perfeito Coração SIC 2009 'Ramiro'
- 37 TVI 2009 'Pacheco'
- Meu Amor TVI 2010 'Médico'
- Voo Directo RTP + TPA 2010 'passageiro'
- Laços de Sangue SIC 2010 'Antero'
- Sedução TVI 2010 'Moreira'
- A Família Mata SIC 2011 'Afonso'
- Remédio Santo TVI 2011
- Maternidade II RTP 2011 'Vitor'
- Rosa Fogo SIC 2011
- Doce Tentação TVI 2012
- Dancin' Days SIC 2012 'Juiz'
- Sol de Inverno SIC 2013 'Juiz'
- Bem-Vindos a Beirais RTP 2013/2015 'Manuel Pedroso'
- Coração d'Ouro SIC 2016 'namorado de Beatriz' (não chegou a gravar)

## Filmografia
- Capitães de Abril (2000)

## Obras
José Boavida não foi só ator e encenador, foi também escritor e criador.
- Crónicas (Sociedade de Instrução Guilherme Cossoul, 2013)
- Nunca Te Esconderei o Meu Sorriso (2015)